# Société internationale de Brecht
La Société internationale de Brecht (SIB) ou International Brecht Society est une société internationale qui diffuse des informations sur la vie et l'œuvre de Bertolt Brecht. 
Elle est conçue sur le modèle de la Diderot-Gesellschaft projetée par Brecht.

## Histoire
La société est fondée en 1970. L'un des membres fondateurs est le spécialiste de Brecht John Willett. 
L'IBS publie régulièrement un annuaire depuis 1971. Les trois premiers volumes sont parus en allemand sous le titre Brecht heute et sont édités par la maison d'édition Athenaeum. Les volumes 4 à 10 sont publiés par Suhrkamp Verlag sous le nom de Das Brecht-Jahrbuch. L'annuaire est publié aux États-Unis depuis 1982 et contient des articles en allemand et en anglais. Les volumes 11 à 13 sont publiés par Wayne State University Press, et le dernier par l'University of Wisconsin Press. Une grande partie des articles peut désormais également être consultée en ligne.
IBS organise également régulièrement des colloques sur le thème de Brecht. Par exemple, celui intitulé Brecht in/and Asia a eu lieu à l'université d'Hawaï en mai 2010, Brecht und der Tod à Augsbourg en 2006 et, en 2003 à l'occasion du 75e anniversaire de la pièce Grandeur et décadence de la ville de Mahagonny, l'organisation d'un symposium à Berlin.  
IBS travaille avec diverses autres institutions dont, par exemple pour la publication en traduction anglaise d'une bibliographie des œuvres de Brecht, avec les Bertolt-Brecht-Archiv de l'Académie des arts de Berlin.
Le président de la société est Stephen Brockmann.